# Mithril
Mithril (en sindarin: 'lluentor grisa') és un metall fictici esmentat a El Senyor dels Anells de J.R.R. Tolkien. Segons l'autor és el més dur dels metalls i té diverses propietats que el fan molt útils per a ser forjat. El seu aspecte és semblant al de la plata o el platí, però no s'oxida ni ennegreix mai i posseeix molta més fortalesa. També és considerat molt més valuós que l'or.

## El mithril en la ficció
És molt comú relacionar el mithril amb els nans, que tenen fama de ser molt hàbils en el maneig dels metalls. Es diu que van obrar meravelles d'artesania amb el mithril. L'únic lloc de la Terra Mitjana on se'l podia trobar era a les mines de la Mòria, i si bé el mithril va ser la causa de la fama dels nans, també va originar la perdició d'aquest poble, ja que van cavar massa profund i amb massa cobdícia, despertant, a mitjans la Tercera Edat, un Balrog de Morgoth que dormia sota les muntanyes. Això va ocasionar l'èxode dels nans de la Mòria i l'abandó d'aquest antic reialme nan. A El Senyor dels Anells, Bilbo Saquet regala a en Frodo una cota de malla feta de mithril d'un valor incalculable. Era extremadament dura i no obstant això, lleugera i gairebé tan flexible com un llenç.
També s'esmenta el mithril en altres sagues fantàstiques com la dels videojocs Final Fantasy o MMORPG Runescape. Al joc World of Warcraft 3, l'últim aliatge dels humans per a les espases i armadures és el mithril. En altres jocs és mencionat com a material per a crear armes o armadures, com a Lineage II, Arx Fatalis, Dragon Quest o Empire Strike.